# Antirrhea kiefferi
Antirrhea kiefferi is een vlinder uit de familie Nymphalidae. De wetenschappelijke naam van de soort is voor het eerst geldig gepubliceerd in 1965 door Plantrou.